# Vangor
Vangor (Vangidae) är en familj i fågelordningen tättingar som tidigare var begränsad till Madagaskar och Komorerna men som numera expanderats till att även omfatta tre afrikanska och tre sydasiatiska släkten.

## Systematik
Tidigare placerades 14 arter inom familjen men DNA-studier har visat att ytterligare arter som tidigare placerades i familjerna timalior, sångare och flugsnappare egentligen hör till vangorna. Vidare inkluderas numera i Afrika och Asien förekommande släkten som tidigare behandlades som egna familjer eller i placerades i andra familjer:
- Hjälmtörnskatorna i Prionops, tidigare i den egna familjen Prionopidae
- Skogstörnskator i Hemipus och Tephrodornis samt filentomorna i Philentoma, tidigare i den egna familjen Tephrodornithidae
- Monarktörnskatorna i Bias och Megabyas, tidigare i familjen flikögon (Platysteiridae).

Sammanlagt innebär det att familjen vangor nu omfattar 39–40 arter.

## Utseende och anatomi
Vangorna i begränsad mening utgör ett exempel på adaptiv radiering, och har utvecklats ur en enda ursprunglig population till en mängd olika former anpassade till olika ekologiska nischer som upptas av andra fågelfamiljer i andra delar av världen. De skiljer sig i storlek, färg och näbbform men har liknande skallform och samma struktur på hårda gommen (palatum durum). I storlek varierar de från omkring 14 centimeter (rödstjärtad vanga och glasögonvanga) till en längd på 32 centimeter (sabelvanga).
Flera av de arter som traditionellt räknas till familjen, som vithuvad vanga och kroknäbbsvanga, påminner till utseendet om törnskator, med en kraftig och i spetsen vanligen något krökt näbb, och en fjäderdräkt som går i svart och vitt. Det finns också de som är mer gråaktiga med röda inslag, som rödstjärtad och rödskuldrad vanga.
De arter som tidigare placerades i andra familjer, som markvanga (tidigare placerad i familjen timalior) och de fyra arterna i släktet Newtonia (tidigare placerade i familjerna sångare och flugsnappare), gör dock att familjen utseendemässigt uppvisar en stor variation.

## Ekologi
Arterna inom familjen föredrar olika habitat och har anpassats till olika ekologiska nischer. Några är utpräglade skogsfåglar, medan andra kan hålla till både i skogsområden och i mer öppna områden, även habitat som har karaktären av halvöken. Ofta födosöker fåglarna i glesa flockar och huvudfödan utgörs av insekter, grodor och mindre kräldjur.

## Status och hot
Tre arter i familjen är ansedda som starkt hotade: vitstrupig vanga, gabelahjälmtörnskata samt Cyanolanius comorensis som ofta behandlas som underart till blåvanga. Vidare betraktas två arter i familjen, svartbröstad vanga och gråtofsad hjälmtörnskata, som nära hotade och fem arter som sårbara: rödskuldrad vanga, svartvanga, hjälmvanga, roststjärtad newtonia och gultofsad hjälmtörnskata.

## Släkten inom familjen
- Prionops – 8 arter hjälmtörnskator
- Megabyas – vitbröstad monarktörnskata
- Bias – tofsmonarktörnskata
- Tephrodornis – 4 arter skogstörnskator
- Hemipus – 2 arter skogstörnskator
- Philentoma — 2 arter filentomor
- Newtonia – 4 arter newtonior
- Tylas – tylasvanga
- Calicalicus – 2 arter
- Hypositta – klättervanga
- Leptopterus – glasögonvanga
- Mystacornis – markvanga
- Cyanolanius – 1–2 arter blåvangor
- Vanga – kroknäbbsvanga
- Pseudobias – flugsnapparvanga
- Schetba – rostryggig vanga
- Euryceros – hjälmvanga
- Oriolia – svartvanga
- Falculea – sabelvanga
- Artamella – vithuvad vanga
- Xenopirostris – 3 arter